# Émile Thielens
Émile Thielens né à Anvers le 6 mars 1854 et mort à Mortsel le 8 septembre 1911 est un architecte belge actif principalement à Anvers.

## Carrière
Émile Thielens a été nommé en 1874 en tant que directeur du département technique de la S.A. Het Zuid d'Anvers, société responsable de la conception du quartier sud d'Anvers. Dès 1892, il devient architecte au zoo d'Anvers en succédant à Ch. Servais et pratique le style éclectique. Il adopte le style Art nouveau mais aussi le style néo-renaissance flamande ou le néo-classicisme. En collaboration avec Émile Van Averbeke, il réalise en 1899 les immeubles du côté est de la place Reine Astrid d'Anvers parmi lesquels le café-restaurant Paon Royal. Parmi ses œuvres de style Art nouveau, on lui doit la Koetshuis Maquinay réalisée en 1902 Harmoniestraat no 24 à Anvers. 

## Sources
- (nl) https://inventaris.onroerenderfgoed.be/dibe/persoon/4754 Site des Monuments historiques de la Région flamande, avec notices individuelles, souvent détaillées, sur chacun des ouvrages d'Émile Thielens.
- (nl) MACLOT, Petra, 'Thielens, Emile' in Repertorium van de architectuur in België van 1830 tot heden, Antwerpen, 2003: pages 537-538.
- (nl) DE MONT, P., 'Emiel Thielens' in De Bouwgids , 3, 1911: pages 203-207 et 223-227
- (nl) PRIMS L. en DE MEYER R., Het Zuid. Antwerpen 1875-1890, tekst: 50.
- Art nouveau en Belgique, Architecture et intérieurs de Françoise Dierkens-Aubry et Jos Vandenbreeden, Ed. Duculot